# Melinda Gainsfordová
Melinda Gainsfordová (nepřechýleně Melinda Gainsford-Taylor) * 1. říjen 1971) je bývalá australská atletka, běžkyně, halová mistryně světa v běhu na 200 metrů.

## Sportovní kariéra
Její doménou byly nejkratší sprinty. Byla rekordmankou Oceánie na 100 metrů (11,12 s) i 200 metrů (22,23 s). Jejím prvním mezinárodním úspěchem byla stříbrná medaile v běhu na 200 metrů na světovém halovém šampionátu v roce 1993. V roce 1995 byla členkou bronzové australské štafety na 4 × 400 metrů na světovém šampionátu v Göteborgu. Ve stejné sezóně se stala halovou mistryní světa v běhu na 200 metrů.